# Elisabeth Verwoert
Elisabeth Verwoert (* 21. September 1836 in Amsterdam; † 12. Februar 1905 ebenda) war eine niederländische Malerin und Zeichnerin.

## Leben und Werk
Elisabeth Verwoert begann 1851 mit dem Malen. Sie wurde von 1870 bis 1871 an der Rijksakademie van beeldende kunsten von August Allebé im Malen und von Louis Royer im Zeichnen ausgebildet. Verwoert wohnte und wirkte in ihrer Heimatstadt, wo sie im Alter von 68 Jahren starb.
Verwoert malte und zeichnete Landschaften, Seestücke, Fluss- und Strandansichten sowie Dörfer und alte Häuser. Sie unterrichtete Henriëtte Addicks und Henriëtte Tellekamp. Im Jahr 1882 stellte sie mit anderen Künstlerinnen im Amsterdamer Panoramagebouw aus. Weitere Ausstellungen ihrer Arbeiten fanden in Amsterdam (1876–1895), Arnhem (1875, 1890 & 1893), Den Haag (1877–1893), Groningen (1877, 1880 & 1886), Maastricht (1890), Rotterdam (1876–1894) und Zutphen (1881) statt.
Werke von ihr befinden sich im Kunstmuseum Middelburg und im Frans Hals Museum in Haarlem.